# 648
Évszázadok: 6. század – 7. század – 8. század
Évtizedek: 590-es évek – 600-as évek – 610-es évek – 620-as évek – 630-as évek – 640-es évek – 650-es évek – 660-as évek – 670-es évek – 680-as évek – 690-es évek
Évek: 643 – 644 – 645 – 646 –  647 – 648 – 649 – 650 – 651 – 652 – 653

## Események

### Bizánci Birodalom
- I. Theodorus pápa monothelétista nézetei miatt kiátkozza Pürrhosz korábban lemondatott konstantinápolyi pátriárkát.
- A több felől fenyegetett birodalom belső egysége érdekében a 17 éves II. Kónsztasz császár Tüposz c. rendeletével megtilt minden nyilvános vitát, ami Krisztus isteni vagy emberi természetét (monofizitizmus vs. khalkédóni hitvallás), egy- vagy többféle akaratát (monothelétizmus vs. diothelétizmus) illeti.

### Európa
- Tanácsadója, Remaclus apát hatására a 17 éves III. Sigebert austrasiai király megalapítja Stavelot és Malmédy kettős (férfi és női) apátságát.
- A merciaiak által elűzött Cenwalh wessexi király visszatér kelet-angliai száműzetéséből és visszaszerzi királyságát. Az időközben megkeresztelkedett király katedrálist építtet Winchesterben.

### Kína
- Tang Taj-cung császár a keleti türk Asina Seer vezetésével sereget küld a Tarim-medencébe, ahol elfogják a nyugati türkökkel szövetkező Karasar oázisállam királyát, valamint meghódoltatják Kucsa államot.
- A császár parancsára összeállítják a Csin-dinasztia történetét leíró Csin könyve krónikát.

### Amerika
- II. Yuknoom Chʼeen, a maja Calakmul városállam királya elfoglalja Dos Pilas városát, Tikal vazallusát. Elfogja és a maga oldalára állítja a város királyát, Balaj Chan K’awiilt, aki - bár a tikali királyi családból származik - később is Calakmul hűséges vazallusa marad.

## Születések
- Kóbun, japán császár

## Fordítás
- Ez a szócikk részben vagy egészben  a(z)   648 című angol Wikipédia-szócikk ezen változatának fordításán alapul.  Az eredeti cikk szerkesztőit annak laptörténete sorolja fel. Ez a jelzés csupán a megfogalmazás eredetét és a szerzői jogokat jelzi, nem szolgál a cikkben szereplő információk forrásmegjelöléseként.